# Amerikaans voetbalkampioenschap 1973
In 1973 werd het het zesde seizoen van de North American Soccer League gespeeld. Philadelphia Atoms werd voor de eerste maal kampioen.

## North American Soccer League

### Wijzigingen
- Philadelphia Atoms is nieuw in de competitie.
- Atlanta Chiefs veranderd de naam in Atlanta Apollos
- Miami Gatos veranderd de naam in Miami Toros

### Eindstand
| Plaats | Eastern Division   | Wed. | W  | G | V  | DV | DT | Ptn |
| ------ | ------------------ | ---- | -- | - | -- | -- | -- | --- |
| 1.     | Philadelphia Atoms | 19   | 9  | 8 | 2  | 29 | 14 | 104 |
| 2.     | New York Cosmos    | 19   | 7  | 7 | 5  | 31 | 23 | 91  |
| 3.     | Miami Toros        | 19   | 8  | 6 | 5  | 26 | 21 | 88  |
| Plaats | Northern Division  | Wed. | W  | G | V  | DV | DT | Ptn |
| 1.     | Toronto Metros     | 19   | 6  | 9 | 4  | 32 | 18 | 89  |
| 2.     | Montreal Olympique | 19   | 5  | 4 | 10 | 25 | 32 | 64  |
| 3.     | Rochester Lancers  | 19   | 4  | 6 | 9  | 17 | 27 | 59  |
| Plaats | Southern Division  | Wed. | W  | G | V  | DV | DT | Ptn |
| 1.     | Dallas Tornado     | 19   | 11 | 4 | 4  | 36 | 25 | 111 |
| 2.     | St. Louis Stars    | 19   | 7  | 5 | 7  | 27 | 27 | 82  |
| 3.     | Atlanta Apollos    | 19   | 3  | 7 | 9  | 23 | 40 | 62  |

Notities
- De punten telling:
  - Overwinning: 6 punten
  - Gelijkspel: 3 punten
  - Verlies: 0 punten
  - Doelpunten voor (maximaal 3 ptn per wedstrijd): 1 punt

### Playoffs
De vier beste teams van alle drie de divisies spelen tegen elkaar in de playoffs.
| Halve Finale       | Halve Finale    | Halve Finale |
| Team 1             | Team 2          | Uitslag      |
| ------------------ | --------------- | ------------ |
| Dallas Tornado     | New York Cosmos | 1-0          |
| Philadelphia Atoms | Toronto Metros  | 3-0          |
| Finale             |                 |              |
| Team 1             | Team 2          | Uitslag      |
| Philadelphia Atoms | Dallas Tornado  | 2-0          |

## Individuele prijzen
| Prijs                | Naam               | Team           |
| -------------------- | ------------------ | -------------- |
| Most Valuable Player | Warren Archibald   | Miami Toros    |
| Topscorer            | Kyle Rote Jr. (10) | Dallas Tornado |
| Beste nieuwkomer     | Kyle Rote Jr.      | Dallas Tornado |